# Đội tuyển bóng đá quốc gia Serbia và Montenegro
Đội tuyển bóng đá quốc gia Serbia và Montenegro (tiếng Serbia: Фудбалска репрезентација Србије и Црне Горе) là đội tuyển bóng đá quốc gia không còn tồn tại, đại diện cho Serbia và Montenegro và do Hiệp hội bóng đá Serbia và Montenegro quản lý. Trong khoảng thời gian mười một năm đội mang tên đội tuyển bóng đá quốc gia Cộng hòa Liên bang Nam Tư, cho tới tháng 2 năm 2003 khi CHLB Nam Tư đổi tên thành Serbia và Montenegro. Vào năm 2006, Montenegro tuyên bố độc lập, đội tuyển Serbia và Montenegro đổi tên thành đội tuyển bóng đá quốc gia Serbia vào ngày 28 tháng 6 năm 2006, trong khi đội tuyển bóng đá quốc gia Montenegro được thành lập để đại diện cho Montenegro.

## Lịch sử

### Sau 1991

#### Thời kỳ Slobodan Santrač (1994–1998)
Mặc dù Cộng hòa Liên bang Nam Tư được thành lập ngày 28 tháng 4 năm 1992, các đội tuyển của họ bị cấm tham gia mọi sự kiện thể thao quốc tế trong đó có đội tuyển bóng đá. Phải tới 23 tháng 12 năm 1994 thì đội tuyển CHLB Nam Tư mới có trận quốc tế đầu tiên tại Porto Alegre gặp chủ nhà Brasil và để thua với tỉ số 2–0. Đây là đội tuyển đầu tiên chỉ gồm các cầu thủ người Serb và người Montenegro, trong khi đó Slobodan Santrač, một cựu cầu thủ Nam Tư, được chỉ định là huấn luyện viên trưởng. Họ có trận đấu tiếp theo ba ngày sau, lần này là tại Buenos Aires với kết quả thua 1–0 trước Argentina.
Do lệnh trùng phạt của Liên Hợp Quốc, đội không thể tham dự vòng loại Giải vô địch bóng đá thế giới 1994, hay Vòng loại giải vô địch bóng đá châu Âu 1996.
Vào ngày 31 tháng 3 năm 1997, đội có trận thắng đầu tiên với tỉ số 1–0 trong trận giao hữu với Uruguay. Đây cũng là trận đấu sân nhà đầu tiên của họ, với địa điểm là Stadion Crvena Zvezda ở Beograd. Người ghi bàn thắng đầu tiên cho CHLB Nam Tư là Savo Milošević. Một năm sau, đội tuyển có trận thắng đầu tiên tại vòng loại World Cup ngay trong trận đầu ra quân, chiến thắng 3–1 trước Quần đảo Faroe. Không lâu sau đó họ có chiến thắng cách biệt nhất trong lịch sử của đội với kết quả 8–1 vẫn trước Quần đảo Faroe. Nam Tư sau đó kết thúc Bảng 6 ở vị trí thứ hai ngay sau Tây Ban Nha, đồng nghĩa với việc họ phải thi đấu loạt trận play-off để có thể vượt qua vòng loại. Nam Tư được phân cặp với Hungary. Họ bất ngờ thắng đối phương với tỉ số 7–1 tại Budapest và 5–0 tại Beograd. Tổng tỉ số 12–1 giúp đội có lần đầu góp mặt ở một kì World Cup với tư cách một quốc gia mới.
Vòng xếp hạng hạt giống Giải bóng đá vô địch thế giới 1998 xếp đội tuyển Nam Tư ở vị trí thứ 21, tuy nhiên đội tuyển Nam Tư tới Pháp với tư cách là một trong những đội bóng có khả năng cạnh tranh chức vô địch. Tờ The New York Times cho rằng Nam Tư có thể lọt vào bán kết một cách dễ dàng. Nhận định này phần nào bắt nguồn từ những tên tuổi thành danh của bóng đá Nam Tư. Đội tuyển được xếp vào bảng F cùng với Đức, Hoa Kỳ và Iran. Nam Tư mở màn bằng thắng lợi 1–0 trước Iran nhờ bàn thắng của hậu vệ Siniša Mihajlović. Ở trận đấu sau, dù dẫn Đức 2–0, họ lại để đối phương gỡ lại từ bàn phản lưới nhà của người hùng trận khai mạc, Mihajlović, sau quả đá phạt trực tiếp của Đức, và bàn cân bằng tỉ số của Oliver Bierhoff khi trận đấu chỉ còn mười phút. Tuy vậy, Họ trở lại ở trận đấu gặp Hoa Kỳ và giành chiến thắng 1–0. Đội khép lại vòng bảng ở vị trí thứ nhì do kém Đức hiệu số bàn thắng bại.
Đối thủ ở vòng knock-out của Nam Tư là Hà Lan. Nam Tư nhập cuộc với chỉ một tiền đạo duy nhất, tuy nhiên chiến lược phòng ngự phá sản khi Dennis Bergkamp đưa Hà Lan dẫn trước ở phút thứ 38. Ngay khi hiệp hai bắt đầu, Nam Tư tràn lên gây áp lực cho đối phương và gỡ hòa nhờ cú đánh đầu của Slobodan Komljenović. Họ tiếp tục được hưởng quả phạt đền 11 mét sau khi Vladimir Jugović bị phạm lỗi trong vòng cấm. Cú sút của Predrag Mijatović thắng được Edwin van der Sar, nhưng không thắng được xà ngang khung thành. Nam Tư phải trả giá cho pha bỏ lỡ do trong những phút cuối cùng của trận đấu, Edgar Davids có cú sút từ khoảng cách 20 mét hạ gục thủ thành Ivica Kralj, đưa Hà Lan vào tứ kết.
Mặc dù thất bại đáng tiếc, Nam Tư vẫn có bước thăng tiến trên Bảng xếp hạng bóng đá nam FIFA sau World Cup 1998 khi lọt vào top 10.

#### Euro 2000
Vòng loại Euro 2000 của Nam Tư gây chú ý khi họ được xếp chung bảng với Croatia, và do đó hai đội sẽ có lần chạm trán đầu tiên kể từ khi Nam Tư tan rã. Họ cũng nằm cùng bảng với Cộng hòa Ireland, Macedonia, và Malta. Khi vòng loại bắt đầu, huấn luyện viên của đội là Milan Živadinović, nhưng ông từ chức vào tháng 7 năm 1999 và Vujadin Boškov là người lên thay.
Họ khởi đầu với chiến thắng 1–0 trước Cộng hòa Ireland ở Beograd, và 3–0 trước Malta tại Ta' Qali. Trận đấu sân nhà với Malta phải rời sang Thessaloniki, Hy Lạp do NATO ném bom Nam Tư. Tuy vậy họ vẫn thắng 4–1. Trận đấu với Croatia diễn ra ở Beograd ngay sau khi cuộc ném bom kết thúc. Trận đấu bị gián đoạn vì mất điện ở đầu hiệp hai, chỉ trở lại sau 43 phút và cuối cùng kết thúc với tỉ số 0–0. Thất bại 2–1 trước Ireland ở Dublin được gỡ gạc lại bằng hai chiến thắng trước Macedonia (3–1 và 4–2), đồng nghĩa với việc Nam Tư phải thắng trận đấu cuối gặp Croatia tại Zagreb, hoặc Cộng hòa Ireland không thể thắng Macedonia ở Skopje, để vào thắng vòng chung kết Euro 2000. Tại loạt trận này Ireland bị gỡ hòa ở những phút bù giờ, do đó trận hòa 2–2 trước Croatia là đủ để họ nhất bảng.
Tại vòng chung kết Nam Tư nằm ở bảng C với Tây Ban Nha, Na Uy và một nước cộng Hòa thuộc Nam Tư cũ là Slovenia. Slovenia bất ngờ dẫn 3–0 trong hiệp một trận đầu tiên tại Charleroi, nhưng ba bàn trong vòng sáu phút hiệp hai giúp Nam Tư vớt lại một điểm. Đội sau đó vượt qua Na Uy 1–0 tại Liège, nhờ bàn thắng sớm từ cú đánh gót của Savo Milošević. Trong trận cuối vòng bảng gặp Tây Ban Nha ở Brugge, mặc dù ba lần vươn lên dẫn trước nhưng Nam Tư lại chịu thất bại 4–3 sau quả phạt đền của Gaizka Mendieta và bàn thắng ở phút bù giờ của Alfonso Pérez. Nam Tư kết thúc ở vị trí thứ nhì, bằng điểm với Na Uy nhưng hơn thành tích đối đầu. Trong mỗi trận vòng bảng Nam Tư đều có cầu thủ bị truất quyền thi đấu (lần lượt là Siniša Mihajlović, Mateja Kežman và Slaviša Jokanović).
Nam Tư gặp lại Hà Lan ở tứ kết của giải. Lần này đội đồng chủ nhà dễ dàng vượt qua đội bóng Nam Âu với tỉ số 6–1 tại Rotterdam trong đó Patrick Kluivert ghi được một hat trick.
Điểm sáng của đội là tiền đạo Savo Milošević, người nhận danh hiệu đồng vua phá lưới với Patrick Kluivert với năm bàn mặc dù Milošević có ít hơn một trận.

#### Vòng loại World Cup 2002
Vòng loại Giải vô địch bóng đá thế giới 2002 là lần đầu Nam Tư không thể vượt qua vòng loại một giải đấu lớn kể từ khi quay trở lại. Trong bối cảnh bất ổn chính trị ở Nam Tư và cả Hiệp hội bóng đá nước này, huấn luyện mới Ilija Petković từ chức chỉ sau trận đầu tiên (chiến thắng 2–0 trước Luxembourg).
Milovan Đorić là người lên năm quyền nhưng dưới sự chỉ đạo của ông đội chỉ có hai trận hòa (1–1 trên sân nhà với Thụy Sĩ và 1–1 trên sân khách trước Slovenia, cả hai trận đều bị đối phương gỡ hòa ở cuối trận) và mọt trận thua 0–1 ngay tại Nam Tư trước Nga (trận thua sân nhà chính thức đầu tiên). Sau khi Đorić từ nhiệm, một ban huấn luyện ba người gồm Dejan Savićević, Vujadin Boškov và Ivan Ćurković cũng nhau nắm đội, cho tới khi chỉ có Savićević nắm chức vụ cao nhất. Họ trở lại với trận hòa tại Nga và chiến thắng trước Thụy Sĩ, nhưng không thể vượt qua Slovenia trong trận cuối cùng và về thứ ba tại bảng đấu của mình.

### Thời kỳ Ilija Petković (2003–2006)

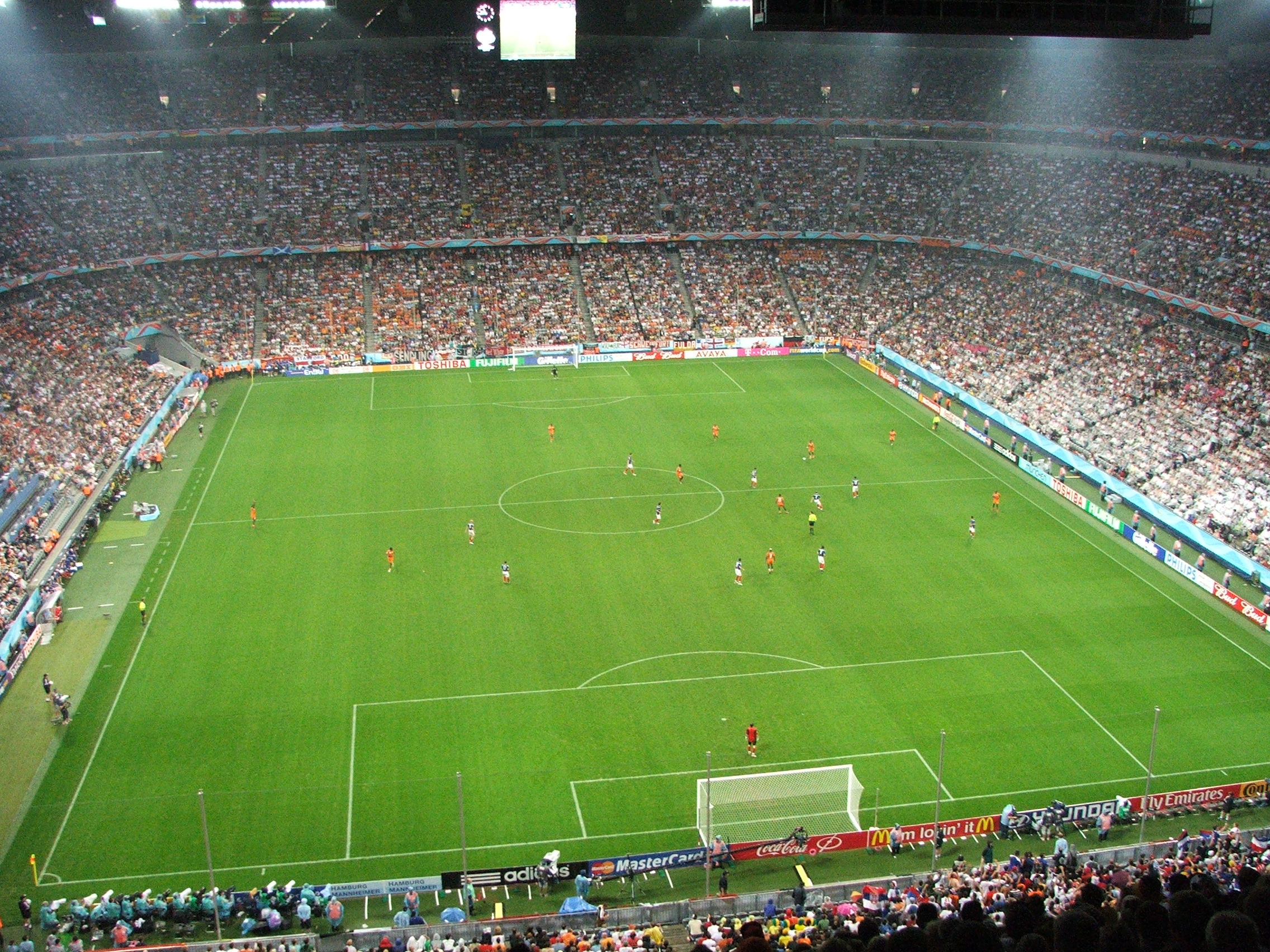
Serbia và Montenegro gặp Bờ Biển Ngà tại Allianz Arena tại World Cup 2006

Nam Tư trải qua cuộc chuyển giao chính trị và Ilija Petković trở thành huấn luyện viên mới của Serbia và Montenegro. Tại vòng loại Euro 2004 mặc dù cầm hòa Ý trong cả hai lượt cũng như toàn thắng trước đội nhì bảng Wales, Serbia và Montenegro không thể đi tiếp do mất điểm trong trận hòa 2–2 trên sân nhà và thua 2–1 trên sân khách với Azerbaijan.
Serbia và Montenegro có một chiến dịch vòng loại World Cup 2006 thành công khi về thứ nhất bảng 7 với thành tích bất bại. Họ cũng chỉ lọt lưới một bàn trong 10 trận, thành tích phòng ngự tốt nhất khu vực châu Âu.
Vào ngày 3 tháng 6 năm 2006, sau trưng cần dân ý, Montenegro tuyên bố độc lập khỏi Serbia. Do Giải vô địch thế giới chuẩn bị diễn ra, người ta quyết định đội tuyển Serbia & Montenegro đã vượt qua vòng loại trước đó vẫn sẽ tham dự, còn việc tách riêng hai đội tuyển Montenegro và Serbia chỉ diễn ra sau khi đội rời giải.
Tại vòng bảng Giải bóng đá vô địch thế giới 2006, Serbia và Montenegro thua trận mở màn trước Hà Lan bởi bàn thắng duy nhất của Arjen Robben. Họ thua tiếp trận thứ hai trước Argentina với tỉ số 6–0; đây cũng là trận thua đậm nhất của đội tuyển. Serbia và Montenegro thi đấu trận cầu thủ tục với Bờ Biển Ngà, đội cũng đã bị loại. Dù dẫn 2–0 trong phần lớn hiệp một, họ vẫn phải chịu thất bại 3–2 và kết thúc hành trình ngắn ngủi tại World Cup với ba trận toàn thua.

### Hậu chia tách
Một tuần sau trận đấu cuối cùng của Serbia và Montenegro, Hiệp hội bóng đá Montenegro tiến hành xin gia nhập Liên đoàn bóng đá châu Âu. Hiệp hội bóng đá Serbia nhận được vị trí của Serbia và Montenegro tại UEFA và FIFA, trong khi đội tuyển bóng đá quốc gia Serbia có trận đầu tiên vào tháng 8 năm 2006 với Cộng hòa Séc. Đội tuyển bóng đá quốc gia Montenegro thi đấu trận đấu quốc tế đầu tiên sau khi được chấp nhận bởi UEFA gặp Hungary vào tháng 3 năm 2007.

## Huấn luyện viên
- Slobodan Santrač 1994 – Tháng 7, 1998
- Milan Živadinović Tháng 8, 1998 – 1999
- Vujadin Boškov 1999 – Tháng 7, 2000
- Ilija Petković Tháng 8, 2000 – Tháng 1, 2001
- Milovan Đorić Tháng 2, 2001 – 6 tháng 5 năm 2001
- Dejan Savićević, Vujadin Boškov và Ivan Ćurković 6 tháng 5 năm 2001 – Tháng 12, 2001
- Dejan Savićević Tháng 12, 2001 – Tháng 6, 2003
- Ilija Petković Tháng 7, 2003 – Tháng 6, 2006

## Thành tích tại các giải đấu lớn

### Giải vô địch bóng đá thế giới
| Năm                               | Kết quả                  | St                       | T                        | H                        | B                        | Bt                       | Bb                       |
| Dưới tư cách Nam Tư               | Dưới tư cách Nam Tư      | Dưới tư cách Nam Tư      | Dưới tư cách Nam Tư      | Dưới tư cách Nam Tư      | Dưới tư cách Nam Tư      | Dưới tư cách Nam Tư      | Dưới tư cách Nam Tư      |
| --------------------------------- | ------------------------ | ------------------------ | ------------------------ | ------------------------ | ------------------------ | ------------------------ | ------------------------ |
| 1930                              | Hạng 4                   | 3                        | 2                        | 0                        | 1                        | 7                        | 7                        |
| 1934                              | Không vượt qua vòng loại | Không vượt qua vòng loại | Không vượt qua vòng loại | Không vượt qua vòng loại | Không vượt qua vòng loại | Không vượt qua vòng loại | Không vượt qua vòng loại |
| 1938                              | Không vượt qua vòng loại | Không vượt qua vòng loại | Không vượt qua vòng loại | Không vượt qua vòng loại | Không vượt qua vòng loại | Không vượt qua vòng loại | Không vượt qua vòng loại |
| 1950                              | Vòng 1                   | 3                        | 2                        | 0                        | 1                        | 7                        | 3                        |
| 1954                              | Tứ kết                   | 3                        | 1                        | 1                        | 1                        | 2                        | 3                        |
| 1958                              | Tứ kết                   | 4                        | 1                        | 2                        | 1                        | 7                        | 7                        |
| 1962                              | Hạng 4                   | 6                        | 3                        | 0                        | 3                        | 10                       | 7                        |
| 1966                              | Không vượt qua vòng loại | Không vượt qua vòng loại | Không vượt qua vòng loại | Không vượt qua vòng loại | Không vượt qua vòng loại | Không vượt qua vòng loại | Không vượt qua vòng loại |
| 1970                              | Không vượt qua vòng loại | Không vượt qua vòng loại | Không vượt qua vòng loại | Không vượt qua vòng loại | Không vượt qua vòng loại | Không vượt qua vòng loại | Không vượt qua vòng loại |
| 1974                              | Vòng 2                   | 6                        | 1                        | 2                        | 3                        | 12                       | 7                        |
| 1978                              | Không vượt qua vòng loại | Không vượt qua vòng loại | Không vượt qua vòng loại | Không vượt qua vòng loại | Không vượt qua vòng loại | Không vượt qua vòng loại | Không vượt qua vòng loại |
| 1982                              | Vòng 1                   | 3                        | 1                        | 1                        | 1                        | 2                        | 2                        |
| 1986                              | Không vượt qua vòng loại | Không vượt qua vòng loại | Không vượt qua vòng loại | Không vượt qua vòng loại | Không vượt qua vòng loại | Không vượt qua vòng loại | Không vượt qua vòng loại |
| 1990                              | Tứ kết                   | 5                        | 3                        | 1                        | 1                        | 8                        | 6                        |
| Dưới tư cách Serbia và Montenegro |                          |                          |                          |                          |                          |                          |                          |
| 1994                              | Bị cấm thi đấu           | Bị cấm thi đấu           | Bị cấm thi đấu           | Bị cấm thi đấu           | Bị cấm thi đấu           | Bị cấm thi đấu           | Bị cấm thi đấu           |
| 1998                              | Vòng 2                   | 4                        | 2                        | 1                        | 1                        | 5                        | 4                        |
| 2002                              | Không vượt qua vòng loại | Không vượt qua vòng loại | Không vượt qua vòng loại | Không vượt qua vòng loại | Không vượt qua vòng loại | Không vượt qua vòng loại | Không vượt qua vòng loại |
| 2006                              | Vòng 1                   | 3                        | 0                        | 0                        | 3                        | 2                        | 10                       |
| Tổng cộng                         | 10/19                    | 40                       | 16                       | 8                        | 16                       | 62                       | 56                       |

### Giải vô địch châu Âu
| Năm                               | Kết quả                  | St                       | T                        | H                        | B                        | Bt                       | Bb                       |
| Dưới tư cách Nam Tư               | Dưới tư cách Nam Tư      | Dưới tư cách Nam Tư      | Dưới tư cách Nam Tư      | Dưới tư cách Nam Tư      | Dưới tư cách Nam Tư      | Dưới tư cách Nam Tư      | Dưới tư cách Nam Tư      |
| --------------------------------- | ------------------------ | ------------------------ | ------------------------ | ------------------------ | ------------------------ | ------------------------ | ------------------------ |
| 1960                              | Á quân                   | 2                        | 1                        | 0                        | 1                        | 6                        | 6                        |
| 1964                              | Không vượt qua vòng loại | Không vượt qua vòng loại | Không vượt qua vòng loại | Không vượt qua vòng loại | Không vượt qua vòng loại | Không vượt qua vòng loại | Không vượt qua vòng loại |
| 1968                              | Á quân                   | 3                        | 1                        | 1                        | 1                        | 2                        | 3                        |
| 1972                              | Không vượt qua vòng loại | Không vượt qua vòng loại | Không vượt qua vòng loại | Không vượt qua vòng loại | Không vượt qua vòng loại | Không vượt qua vòng loại | Không vượt qua vòng loại |
| 1976                              | Hạng 4                   | 2                        | 0                        | 0                        | 2                        | 4                        | 7                        |
| 1980                              | Không vượt qua vòng loại | Không vượt qua vòng loại | Không vượt qua vòng loại | Không vượt qua vòng loại | Không vượt qua vòng loại | Không vượt qua vòng loại | Không vượt qua vòng loại |
| 1984                              | Vòng 1                   | 3                        | 0                        | 0                        | 3                        | 2                        | 10                       |
| 1988                              | Không vượt qua vòng loại | Không vượt qua vòng loại | Không vượt qua vòng loại | Không vượt qua vòng loại | Không vượt qua vòng loại | Không vượt qua vòng loại | Không vượt qua vòng loại |
| 1992                              | Bị cấm thi đấu           | Bị cấm thi đấu           | Bị cấm thi đấu           | Bị cấm thi đấu           | Bị cấm thi đấu           | Bị cấm thi đấu           | Bị cấm thi đấu           |
| Dưới tư cách Serbia và Montenegro |                          |                          |                          |                          |                          |                          |                          |
| 1996                              | Bị cấm thi đấu           | Bị cấm thi đấu           | Bị cấm thi đấu           | Bị cấm thi đấu           | Bị cấm thi đấu           | Bị cấm thi đấu           | Bị cấm thi đấu           |
| 2000                              | Tứ kết                   | 4                        | 1                        | 1                        | 2                        | 8                        | 13                       |
| 2004                              | Không vượt qua vòng loại | Không vượt qua vòng loại | Không vượt qua vòng loại | Không vượt qua vòng loại | Không vượt qua vòng loại | Không vượt qua vòng loại | Không vượt qua vòng loại |
| Tổng cộng                         | 5/12                     | 14                       | 3                        | 2                        | 9                        | 22                       | 39                       |